# Сабри Саръоглу
Сабри Саръоглу (на турски: Sabri Sarıoğlu) е турски футболист, капитан на Галатасарай. Сабри е един от най-обичаните футболисти от феновете на „Чим-бом“.

## Кариера
Дебютира за Галатасарай през 2002 година под ръководството на Мирча Луческу. Първоначално играе като десен или атакуващ халф, но по-късно е върнат като десен бек. На 10 декември 2006 изиграва своят мач номер 100 за Галатасарай. Същата година е повикан в националния тим на Турция. Участник на Евро 2008. През септември 2011 става капитан на Галатасарай.